# Mao Zetan
Máo Zétán (毛泽覃, altro nome Máo Zélín 毛泽淋, nome di cortesia Yǒngjú 咏菊 e successivamente Rùnjú 润菊; Xiangtan, 25 settembre 1905 – Ruijin, 25 aprile 1935) è stato un politico e rivoluzionario cinese secondo fratello minore di Mao Zedong.
Nato nel 1905 da una famiglia di condizioni medie, si iscrisse nel 1923 al Partito Comunista Cinese. Nel 1927 partecipò alla Rivolta di Nanchang, ritirandosi con i comunisti sui monti Jinggang quando questa finì. Nel 1935, all'età di 30 anni, rimase ucciso in battaglia mentre combatteva contro le forze del Kuomintang nella provincia di Jiangxi per coprire le forze in ritirata della Lunga marcia.